# Ann Valentine
Ann Valentine (11 janvier 1762 - 13 octobre 1842) est une organiste et compositrice anglaise, membre d'une famille talentueuse de musiciens de Leicester.

## Biographie
Ann Valentine nait le 11 janvier 1762 à Leicester et est baptisée le 15 mars. Son père John Valentine (en) (1730-1791) est un petit-neveu du compositeur Robert Valentine (en). John Valentine était compositeur, professeur de musique et musicien. Le frère d'Ann, Thomas Valentine (1759 – vers 1800) était second violon et sa sœur cadette Sarah (1771-1843) était compositrice et organiste à l'église St Martin,. Un autre oncle, Henry Valentine, était hautboïste et dirigeait un magasin de musique à Leicester.
Ann fait ses débuts au clavecin lors d'un concert familial en 1777, à l'âge de quinze ans. À partir de 1785 environ jusqu'à 1834 au moins elle est organiste à l'église St Margaret, Leicester. En 1790 elle publie un ensemble de dix sonates pour clavecin ou piano avec accompagnement de violon ou de flûte. Elle continue ensuite à publier de la musique, bien que seule une partie ait survécu ; les dix sonates et un arrangement du strathspey Monny Musk sont disponibles dans une édition moderne.
Elle meurt à Leicester le  13 octobre 1842 ou le 13 octobre 1845,.

## Œuvres
- Ten Sonatas pour pianoforte ou clavecin et violon ou flûte (1790)
- Monny Musk pour clavier (c. 1798)
- A favourite March and Rondo for pianoforte
- Three Waltzes pour piano